# Kabinetsformatie Nederland 1948

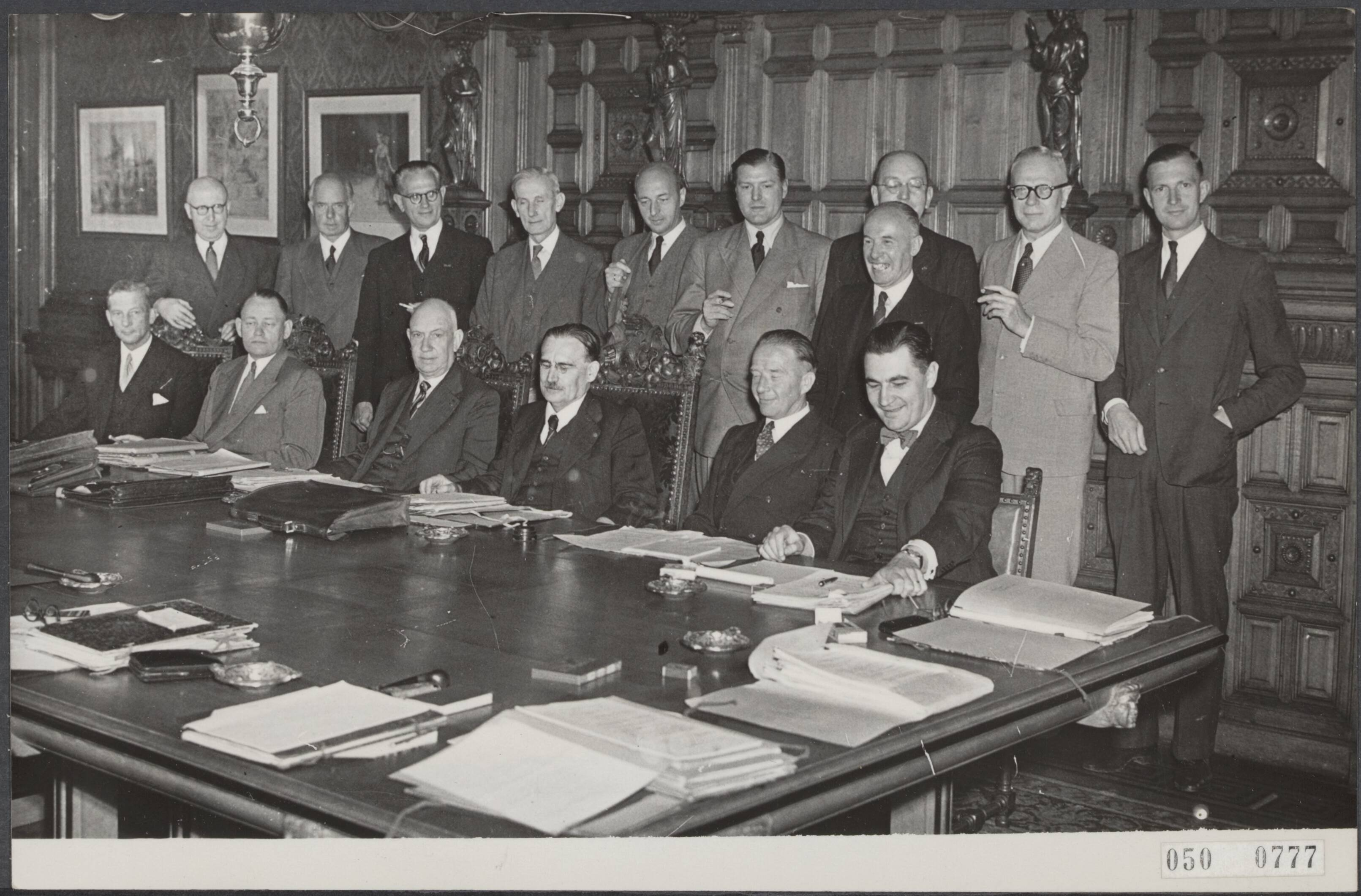
Eerste ministerraad van het kabinet-Drees-Van Schaik op 10 augustus 1948.

Een kabinetsformatie vond plaats in Nederland na de Tweede Kamerverkiezingen van 7 juli 1948. Op 7 augustus leidde dit tot het kabinet-Drees-Van Schaik. Het kabinet werd gevormd door Katholieke Volkspartij (KVP), Partij van de Arbeid (PvdA), Christelijk-Historische Unie (CHU) en de Volkspartij voor Vrijheid en Democratie (VVD).

## Achtergrond

### Kabinet-Beel I
Het kabinet-Beel I, bestaande uit KVP en PvdA en onder voorzitterschap van minister-president Louis Beel, hadden een grondwetswijziging ingediend. Deze grondwetswijziging introduceerde een nieuwe rechtsorde voor overzeese gebieden en introduceerde staatssecretarissen in het kabinet. Nadat de Tweede en Eerste Kamer in eerste lezing met steun van VVD en CHU akkoord was, werden nieuwe Tweede Kamerverkiezingen en nieuwe Eerste Kamerverkiezingen uitgeschreven. De nieuw gekozen Kamers zouden bij de tweede lezing met een tweederdemeerderheid moeten instemmen met de grondwetswijziging.

### Tweede Kamerverkiezingen

De zetelverdeling van de nieuwe Tweede Kamer gedurende de kabinetsformatie.
CPN (8)
PvdA (27)
VVD (8)
ARP (13)
CHU (9)
KVP (37)
KNP (1)
SGP (2)

Partijen zoals ARP, CHU en KVP zette aanvankelijk in de campagne de Indonesische kwestie en de grondwetsherziening centraal. Dit verschoof al snel toen uit onderzoeken bleek dat woningnood, de economische situatie en communistische "gevaar" meer leefden bij de bevolking. De KVP nam afstand van de PvdA - o.a. door kritiek op minister van Financiën Piet Lieftinck - onder druk van de Katholiek Nationale Partij (KNP) die zich afgesplitst hadden vanwege het Indonesiëbeleid van de KVP en de samenwerking met PvdA. De PvdA voerde een gematigde campagne om de samenwerking met KVP te kunnen voortzetten en een doorbraak te bereiken in het katholieke zuiden. De VVD stelde in de campagne vast dat zij nodig waren voor de tweederdemeerderheid en gaven aan daar een prijs voor te vragen. De uitslag zag geen grote wijzigingen; de Communistische Partij van Nederland (CPN) en PvdA verloren elk twee zetels, de VVD wonnen er twee en de KNP en CHU wonnen er elk één.

## Formateur Beel

### Eerste opdracht

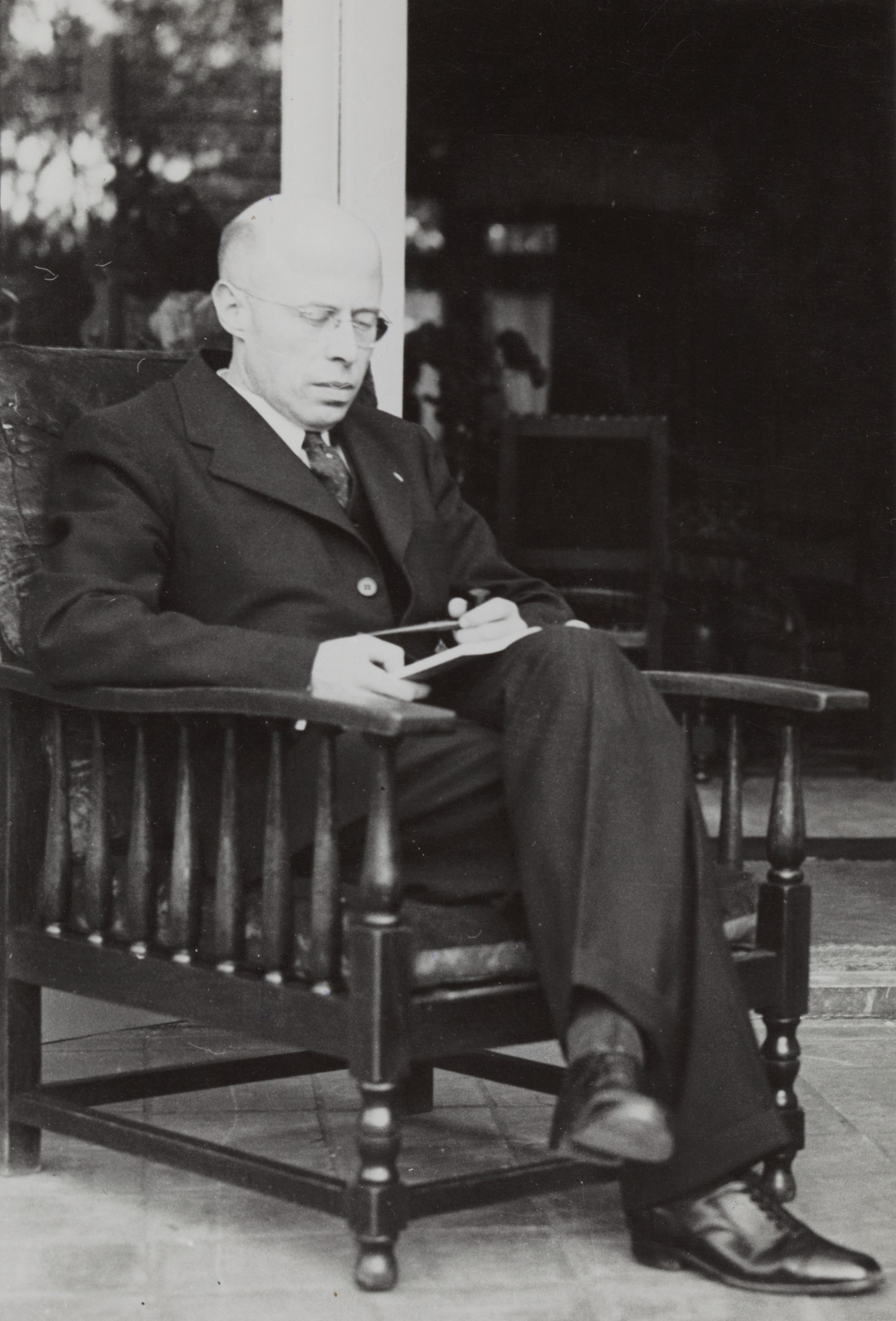
Afbeelding van Louis Beel. Gepubliceerd de dag na zijn benoeming tot formateur.

Na consultaties benoemde regentes Juliana op 13 juli Louis Beel (KVP) tot formateur. Zijn opdracht was de 'vorming van een parlementair kabinet, dat een zo groot mogelijk vertrouwen van de Kamer geniet', zodat er een tweederdemeerderheid was voor de grondwetswijziging. Beel begon met het schrijven van een program, korter dan twee jaar geleden. Hij sprak vervolgens met de fractievoorzitters van de partijen die de grondwetswijziging in eerste lezing hadden gesteund en bracht wijzigingen aan aan het program.
Los van de onenigheid over het program ontstond er onenigheid over de partijsamenstelling van het kabinet. KVP wilde zoveel mogelijk partijen om de grondwetswijziging veilig te stellen, maar kon ook leven met een kabinet van drie partijen. De PvdA wilde eigenlijk een kabinet van twee partijen en vooral geen VVD-ministers in het kabinet. Een gedoogconstructie op het gebied van de grondwetswijziging werd door VVD en CHU afgewezen. Die twee partijen wilden ook slechts gezamenlijk in een kabinet. Een extraparlementair kabinet werd door de PvdA afgewezen, waardoor de formatie in een impasse kwam.
In een overleg op 21 juli stelde Beel een tussenoplossing voor waarbij een kabinet van vier partijen slechts voor de Indonesische kwestie en internationaal beleid parlementair zou zijn, en waar fracties voor de overige onderwerpen niet gebonden zijn. Het kabinet zou dan beëindigd moeten worden als de grootste moeilijkheden op die onderwerpen weggenomen waren. De PvdA wees dit wederom af, omdat de Indonesische kwestie het grootste verschilpunt was en andere onderwerpen ook aandacht verdienden. Een dag later gaf Beel zijn opdracht terug.

### Tweede opdracht
Op 23 juli gaf Juliana wederom Beel een opdracht, ditmaal om 'een kabinet' te vormen. De PvdA was niet blij met deze wending naar een extraparlementair kabinet, maar de fractie besloot in meerderheid dat de ministers mochten spreken met Beel op basis van de nieuwe opdracht. De vrees was bij de PvdA dat eventueel Beel een kabinet zou vormen zonder de partij, waardoor Dolf Joekes niet meer minister van Overzeese Gebieden zou zijn.
In de dagen erna kwamen fractievoorzitters in de Tweede Kamer Marinus van der Goes van Naters (PvdA) en Carl Romme (KVP) overeen dat de brede basis als intermezzo gezien kon worden en dat een kleine coalitie van PvdA en KVP daarna voorkeur zou krijgen. Beel nam in het regeringsprogramma onderdelen van KVP op, zoals kinderbijslag voor grote gezinnen en over gezondheidszorg, maar dit werd na bezwaar van Drees weer verwijderd. Ook de vermelding dat 'politiële acties' tot de mogelijkheden hoorden, werd verwijderd als te prematuur.
Op 26 juli sprak Beel met potentiële PvdA-ministers uit het demissionaire kabinet, waaronder Willem Drees, Lieftinck en Sicco Mansholt. Beel zou zelf ad interim Overzeese Gebieden nemen en Lubbert Götzen als minister zonder portefeuille op dat departement. Voor Justitie nodigde Beel Leen Donker (PvdA) uit. Daarmee leek de door de PvdA gewenste toetreding van Joekes van de baan. CHU stelde Wim Schokking voor op Verkeer en Waterstaat.

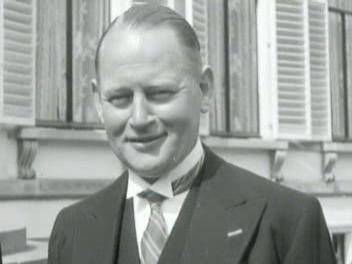
Dirk Stikker in 1948

De VVD wilde oprichters Dirk Stikker of Pieter Oud in het kabinet, in het bijzonder op Buitenlandse Zaken. Beel zocht contact met Stikker voor Buitenlandse Zaken, hoewel dit op bezwaren stuitte van de PvdA. Voor de PvdA zouden Schokking en Wim Fockema Andreae als liberaal in het kabinet acceptabel zijn. Beel drong er bij Stikker op aan om een liberaal te zoeken die wel acceptabel was voor de PvdA, maar dit liep op niks uit.
Beel en Lieftinck zochten op 28 juli een oplossing waardoor Stikker voor PvdA acceptabel zou zijn. Gedacht werd aan Joekes vragen voor Justitie. Van der Goes van Naters, die niet wist van het overleg tussen Beel en Lieftinck, sprak diezelfde dag bij het partijbestuur en de Partijraad van de PvdA. Hoewel zij met een behoorlijke meerderheid deelname aan een kabinet-Beel steunden zolang dit een progressief program, wees Van der Goes van Naters een ministerschap van Stikker, Oud of Hendrik Tilanus (CHU) af. Van der Goes van Naters had dit niet bedoeld als breekpunt, maar Drees vond het niet aanvaardbaar de woorden nu af te zwakken. Een dag later werd het voorstel van de VVD in de Tweede Kamer afgewezen om het onderzoek naar de grondwetswijziging uit te stellen tot na de formatie. De uitspraak van Van der Goes van Naters, de negatieve reactie van VVD daarop en de discussie in de Tweede Kamer waren aanleiding voor Beel om zijn opdracht op 29 juli terug te geven.

## Formateur Van Schaik

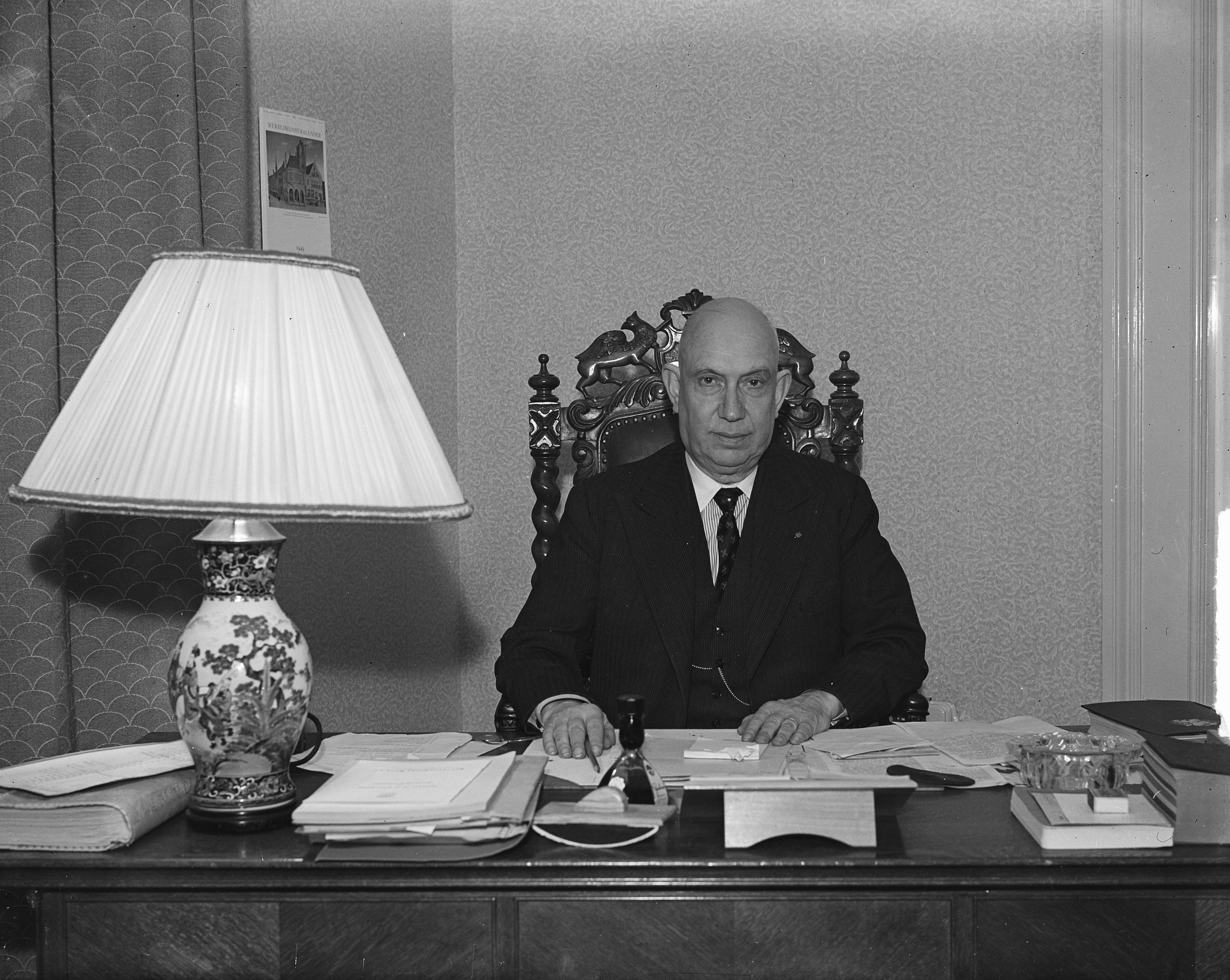
Josef van Schaik op 30 december 1948.

Na overleg met Drees wees Juliana Tweede Kamervoorzitter Josef van Schaik (KVP) als formateur. Van Schaik vond dat in de formatie van Beel de PvdA te ver ging, maar hoopte met een andere opzet de partij mee te krijgen. Het plan ontstond om Drees minister-president te maken, om zo de bezwaren tegen de basisverbreding weg te nemen. De KVP zou dan Overzeese Gebieden en Justitie krijgen, maar daarvoor het door hen gewilde Sociale Zaken aan Joekes overlaten. Van Schaik probeerde Stikker op Verkeer en Waterstaat te krijgen, maar Stikker hield vol, omdat hij anders te weinig invloed op de Indonesische kwestie kon uitoefenen. Voor Overzeese Gebieden vroeg Van Schaik Maan Sassen, die aanvankelijk daar niet gelukkig mee was. Van Schaik probeerde toen nog Hans s'Jacob (CHU) op die positie te krijgen, maar de KVP koos uiteindelijk toch voor Sassen. Beel zou Huib van Mook vervangen als luitenant-gouverneur-generaal van Nederlands-Indië.
De situatie was vervolgens zo dat de KVP-ministers alleen wilden toetreden met de VVD erbij, dat de VVD alleen wilde toetreden met Stikker op Buitenlandse Zaken en dat de KVP ongelukkig was met een PvdA-minister-president en teleurgesteld dat zij Landbouw niet gekregen hadden. Op 4 augustus was daarmee de vraag voor de PvdA of zij bereid was alsnog Stikker te aanvaarden. Na druk intern beraad bleek de partij daartoe bereid. Op 5 augustus was daarmee de formatie praktisch rond. Het constituerend beraad op 6 augustus leverde geen ernstige moeilijkheden op en ging het vooral over de vervanging van Van Mook door Beel. Een dag later werd het kabinet beëdigd. Op 17 augustus sprak Drees de regeringsverklaring uit in de Tweede Kamer.